# San Quentin

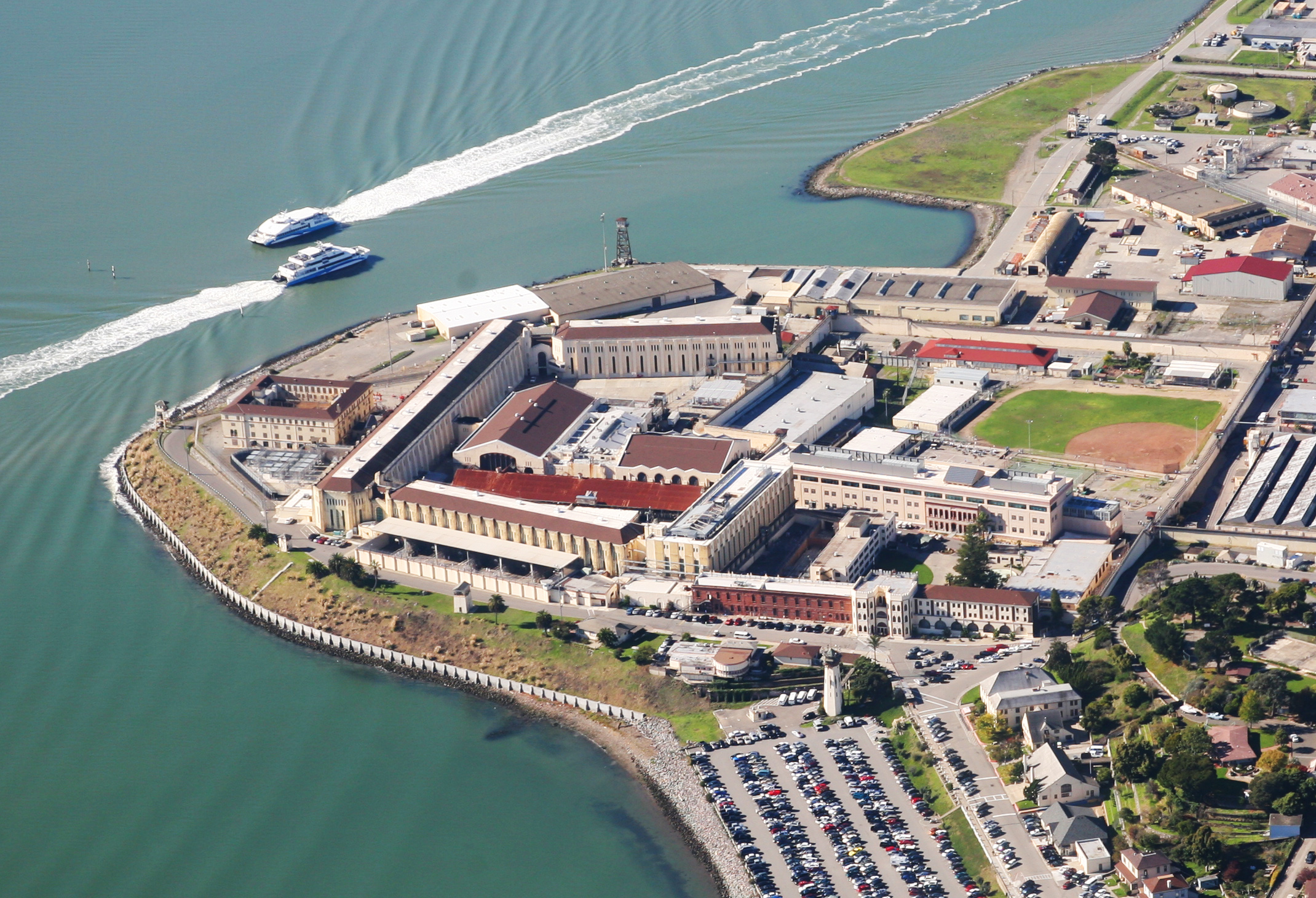
San Quentin-fängelset

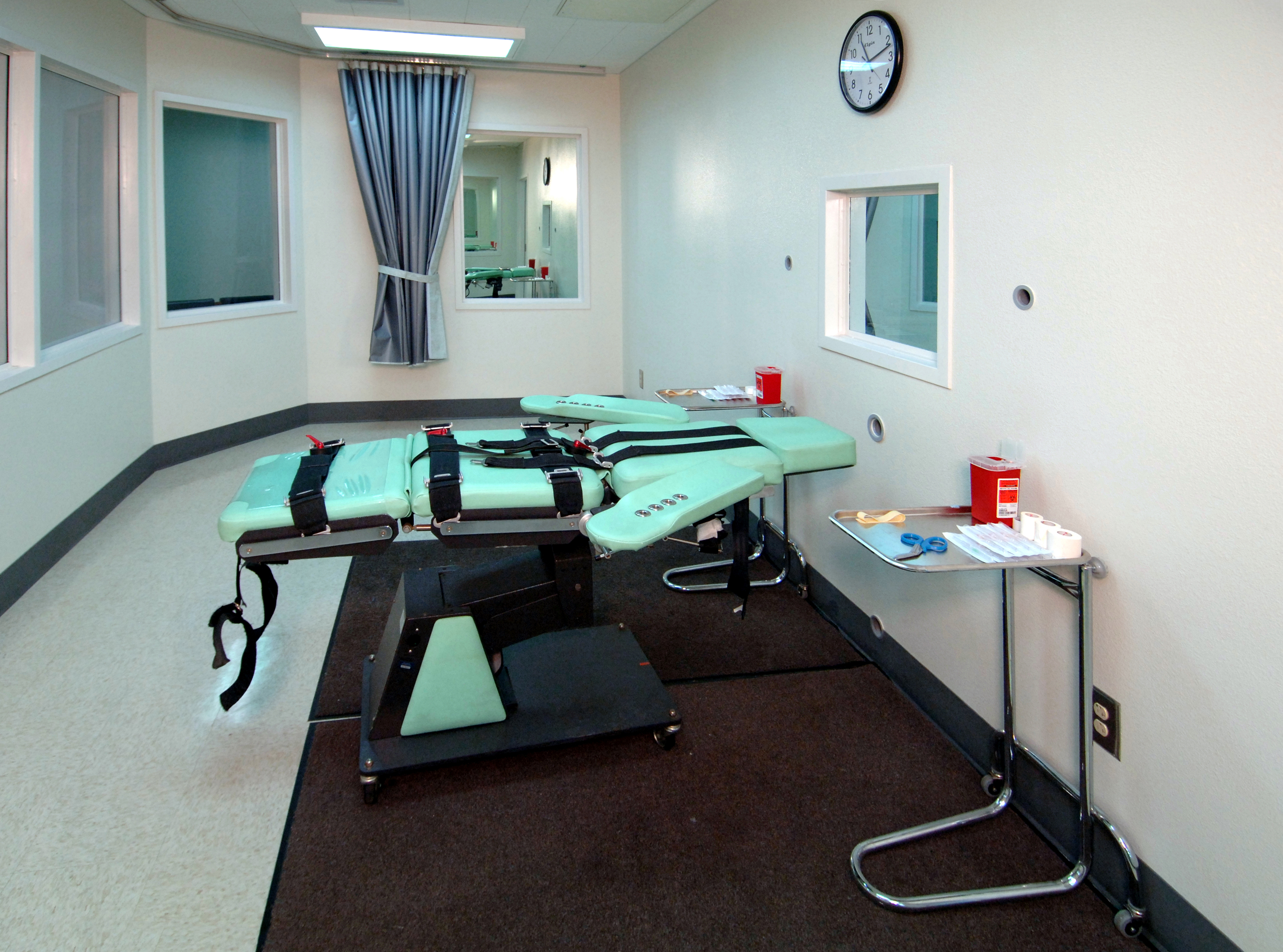
Ett rum för giftinjektion i San Quentin-fängelset. Här sker avrättningarna

Delstatsfängelset San Quentin (engelska: San Quentin Rehabilitation Center, innan 2023 San Quentin State Prison) är ett fängelse som upptar 1,7 km² av Point Quentin i Marin County, norr om San Francisco i Kalifornien i USA och ingår i California Department of Corrections and Rehabilitation.

## Bakgrund
Fängelset öppnades i juli 1852 och är därmed Kaliforniens äldsta fängelse. Det byggdes av fångar, som bodde på fängelseskeppet Waban under tiden det byggdes. På San Quentin fanns både manliga och kvinnliga fångar fram till 1933 då kvinnofängelset i Tehachapi byggdes.
Delstatens dödsdömda fångar inhyses på San Quentin, liksom statens enda gaskammare. Under senare år har dock gaskammaren använts till att genomföra avrättningar med giftinjektion.
Fängelset har ett eget postnummer, 94964, medan det omkringliggande området har 94974. Området omges i söder och öster av San Francisco-bukten. Norr om fängelset ligger vägen Interstate 580, vilken strax österut korsar San Francisco-bukten på Richmond-San Rafael-bron.
År 1941 hölls det första Anonyma Alkoholister-mötet i ett fängelse på San Quentin, och 28 år senare, den 24 februari 1969, spelade Johnny Cash för fångarna. Konserten släpptes som skiva och sändes på TV.
I mars 2023 meddelade Kaliforniens guvernör Gavin Newsom att fängelset bytte namn till San Quentin Rehabilitation Center i och med dess nya fokus på rehabilitering.

### Personer som varit intagna (urval)
- Rodney Alcala
- Lawrence Bittaker
- Caryl Chessman
- Eldridge Cleaver
- Henry Cowell
- Richard Allen Davis
- Merle Haggard
- George Jackson
- Charles Manson
- Gordon Stewart Northcott
- Richard Ramirez
- Hans Reiser
- Sirhan Sirhan
- Danny Trejo
- Stanley Williams

## I populärkultur
Långfilmen Blood In, Blood Out från 1993 spelades in på San Quentin-fängelset. Skådespelarna arbetade bland fångarna, vilket innebär att samtliga människor som syns bland skådespelarna är verkliga fångar och/eller vakter på fängelset.
År 2003 filmade Metallica musikvideon till St. Anger på San Quentin, när de spelade inför entusiastiska fångar.